# Marcel Hastir
Marcel Hastir (Bruxelles, 22 mars 1906 - 2 juillet 2011) est un artiste peintre et résistant belge. Il vivait depuis 1935 au 51 rue du Commerce à Bruxelles, où il créa cette année-là son atelier, qu'il utilisa également, dès le début, comme salle de concert pour de jeunes musiciens. Deux prix de l'Académie royale de Belgique portent son nom (un en musique et un en peinture).

## Biographie
Marcel Hastir a étudié auprès des peintres Constant Montald, Émile Fabry et Jean Delville et du sculpteur Victor Rousseau. Pendant son service militaire, il a travaillé à la préparation des fêtes du Centenaire de la Belgique (1930). Il décore ensuite le pavillon de la Chimie pour l'Exposition universelle de 1935 à Bruxelles.
En 1935, il s'installe au 51 rue du Commerce, dans le quartier Léopold de Bruxelles.
En 1940, il obtient des forces d'occupation allemandes, par un subterfuge, la permission de donner dans son atelier des cours de dessin et de peinture. Mais en réalité, cette « École de peinture » est une façade pour permettre à de jeunes gens de se réunir chez Marcel Hastir dans une relative sécurité.
Parmi eux, les frères Alexandre et Youra Livchitz ainsi que Jean Franklemon, qui - parmi d'autres actes de résistance - échafaudent un plan des plus hardis : arrêter un convoi de déportation à destination d'Auschwitz. Youra Livchitz, Jean Franklemon et leur camarade Robert Maistriau exécutent ce plan, avec succès, dans la nuit du 19 avril 1943, à Boortmeerbeek.

## Atelier Marcel Hastir
Après la guerre, Marcel Hastir reprend son infatigable activité de portraitiste et peintre, mais aussi de professeur de dessin et peinture ainsi que de restaurateur de tableaux. Parallèlement, lui et Ginette van Rijckevorsel van Kessel, qu'il a épousée en 1946, multiplient les activités musicales, littéraires, théâtrales et philosophiques à l'Atelier. Pour donner un cadre à ces activités, ils créent, le 1er avril 1949, une association sans but lucratif, à l'époque dénommée « L'Atelier - Maison des arts coordonnés ».
En effet, les arts présents à l'Atelier sont très variés : le couple Hastir participe à la découverte de talents artistiques tels que Charles Trenet, Jacques Brel, Barbara, Maurice Béjart, Lola Bobesco, Carlo Van Neste, Narciso Yepes et aux rencontres de peintres tels que René Magritte, Paul Delvaux et Jef Lambeaux. Il donne une tribune à des penseurs et hommes d'action tels que Lanza del Vasto, le père Dominique Pire et l'Abbé Pierre. Marcel Hastir raconte beaucoup d'épisodes de cette vie culturelle foisonnante dans sa biographie Une vie, épuisée, mais rééditée et augmentée en 2016. Il perd son épouse en 1983.
Dans le quartier Léopold en proie à la spéculation immobilière, et toujours locataire, Marcel Hastir doit se défendre au fil des décennies contre des tentatives d'expulsion de son lieu de travail et de son domicile. Les dernières ont lieu en 2002 (menace de démolition du bâtiment) et en 2004 («citation-déguerpissement»). Ces deux tentatives sont déjouées grâce à une mobilisation citoyenne autour du vieux peintre, promoteur culturel et résistant.
En 2005, Marcel Hastir charge ses collaborateurs de créer une fondation portant le nom de son Atelier, la « Fondation Atelier Marcel Hastir », à laquelle il fait don de toute son œuvre artistique.

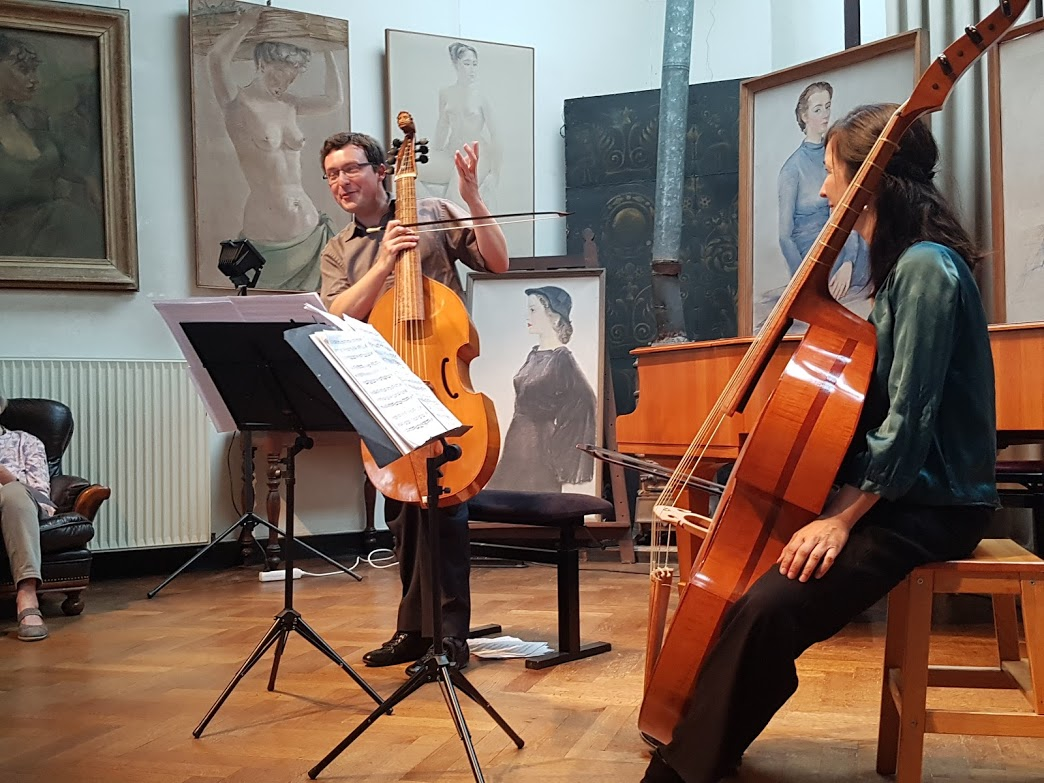
Concert de violes dans l'Atelier Hastir en 2018

Le 22 mars 2006, lors du centenaire de Marcel Hastir, la Ville de Bruxelles lui décerne le titre de Citoyen d'honneur et la Région de Bruxelles-Capitale classe son Atelier comme patrimoine historique et culturel. La RTBF (Radio Télévision Belge Francophone) diffuse alors le documentaire de Caroline Hack 51, Rue du Commerce, sur la personne et l'œuvre de Marcel Hastir.
Le 24 avril 2008, la communauté juive laïque de Bruxelles, en reconnaissance des engagements de Marcel Hastir en faveur de ses concitoyens juifs durant la guerre, lui décerne le titre de « Mensch de l'année » (« homme exemplaire », en yiddish). Dans ce cadre, l'État belge, par la voix de la Vice-Première ministre Laurette Onkelinx, annonce sa décision d'appuyer les efforts de la Fondation Atelier Marcel Hastir pour acquérir le bâtiment sis 51, rue du Commerce.
Grâce à cet appui, la Ville de Bruxelles peut acquérir le bâtiment en février 2010. À partir du 1er octobre 2010, la Fondation Atelier Marcel Hastir reçoit une emphytéose pour l'ensemble du bâtiment, pour 99 ans. L'œuvre de Marcel Hastir, dans toutes ses facettes, est désormais bien sauve, entre les mains des volontaires qui l'entourent.

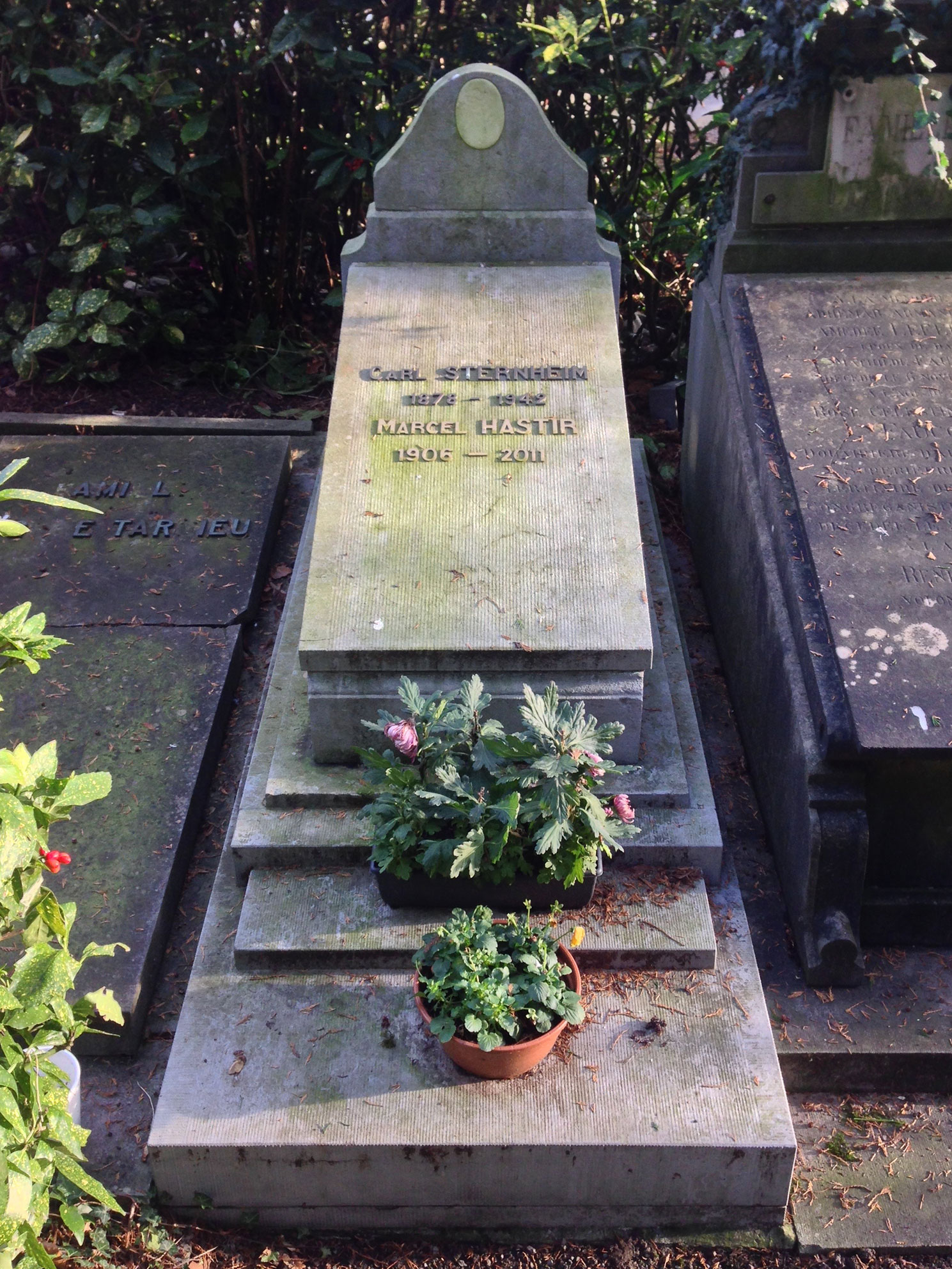
Tombeau de Carl Sternheim et Marcel Hastir au cimetière d'Ixelles.

De nombreuses activités y sont organisées : des concerts de musique classique et des peuples, des spectacles de théâtre, des séances de film, des conférences ainsi que des cours de musique, de dessin et danse.
Marcel Hastir est décédé le 2 juillet 2011 à 105 ans,,. Il a été inhumé dans le même caveau que son ami Carl Sternheim (1878–1942), au cimetière d'Ixelles.

## Ses écrits
- Marcel Hastir, "Une source de beauté", dans : Tribune (revue, directeur Jean Groffier), no 10, Bruxelles, 15 avril 1934, p. 1.
- Marcel Hastir, "Préserver la peinture, petit manuel de restauration des peintures anciennes et modernes à l'usage des artistes et des étudiants", Edition N. Servais-CREADIF,  (ISBN 2-8022-0071-2), 1989.
- Marcel Hastir, Une vie, en écoutant la musique, autobiographie illustrée et commentée, éditeur : Fondation d'utilité publique Atelier Marcel Hastir, 3e édition 2016 Dépôt légal : D/2016/13.359/1